# پائولو ویگانو
پائولو ویگانو (انگلیسی: Paolo Viganò؛ ۱۱ فوریهٔ ۱۹۵۰ – ۲۲ مهٔ ۲۰۱۴) بازیکن فوتبال اهل ایتالیا بود.
از باشگاه‌هایی که در آن بازی کرده‌است می‌توان به باشگاه فوتبال یوونتوس، باشگاه فوتبال آ.اس. رم، باشگاه فوتبال برشا، باشگاه فوتبال مونتسا، باشگاه فوتبال نووارا، و باشگاه فوتبال پالرمو اشاره کرد.